# Дюсенбеков, Зайролла Дюсенбекович
Зайролла Дюсенбекович Дюсенбеков (каз. Зайролла Дүйсенбеков; род. 18 октября 1937, с. Баянаул Павлодарской области, КазССР, СССР) — советский и казахстанский учёный, доктор сельскохозяйственных наук (1985), профессор (1987), академик Национальной академии наук Казахстана (НАН) (1996). Председатель Центрального регионального отделения НАН РК (г. Астана), член Президиума НАН Казахстана.

## Биография
Родился 18 октября 1937 года в селе Баянаул Павлодарской области. Происходит из рода бегендык племени аргын. Третий сын в многодетной (8 детей) семье. С 1944 по 1954 год учился в баянаульской средней школе, после чего поступил на агрономический факультет Казахского государственного сельскохозяйственного института, окончив его в 1960 году. После окончания института работал главным агрономом совхоза «Баян-Аульский» Павлодарской области, позже стал его директором.
В 1962 году поступил на очную аспирантуру, в 1966 году защитил кандидатскую диссертацию. В 1962—1987 годах — доцент, в 1974—1984 годах — декан агрономического факультета, в 1987—1993 годах — заведующий кафедрой Казахского государственного сельскохозяйственного института. В 1985 году в Кишиневском сельскохозяйственном институте им. М. В. Фрунзе защитил докторскую диссертацию на тему «Природные ресурсы земледелия горных долин Северного Тянь-Шаня и их рациональное использование» по специальности «общее земледелие». В 1991 году избран членом-корреспондентом, а в 1994 году академиком Казахской академии сельскохозяйственных наук по отделению земледелия, агрохимии, водного и лесного хозяйства, с 1996 года — действительный член (академик) Академии наук Республики Казахстан.
С 1993 года директор Казахского государственного проектного института по землеустройству (Казгипрозем). После изменения названия института с 1994 года и по 2007 год — гендиректор Государственного научно-производственного центра земельных ресурсов и землеустройства (ГосНПЦзем). В 1995 году — докладчик на совещании Межгоссовета по земельным отношениям и землеустройству; в докладе выдвинул идеи, легшие в основу АИС ГЗК. В 2001 году — участник Всемирного совещания по земельным отношениям в Австрии, на котором рассматривался вопрос о приватизации земель в странах СНГ, Прибалтики, в Китае, Монголии. С 2008 года — советник по науке генерального директора ГосНПЦзем. Руководитель группы разработчиков автоматизированной информационной системы государственного земельного кадастра (АИС ГЗК) (первой такой системы в СНГ), а также руководитель группы по прикладным проблемам при проведении земельной реформы.

## Научные интересы
Сфера научных интересов Зайроллы Дюсенбековича касается решения таких проблем, как рациональное использование природных ресурсов для земледелия, биоклиматический и почвенный потенциал; разработка научно-методических основ прогнозирования урожайности сельскохозяйственных культур; разработка системы мер для борьбы с сорняками в предгорных поливных землях Казахстана; управление и использование потенциала земельных ресурсов и их охраны в связи с переходом к рыночной экономике, развитие экономических механизмов платного землепользования. Также в сферу его интересов входят проведение земельной реформы и формирование нового земельного строя при разных формах собственности и перехода к платному землепользованию, совершенствование принципов ведения государственного земельного кадастра, мониторинга земель, зонирование и организация территории на основе ландшафтно-экологического подхода; развитие автоматизированной информационно-управляющей системы АИУС — «Земельно-ресурсный потенциал РК»; создание и ведение автоматизированной информационной системы земельного кадастра на базе инновационных технологий, в том числе спутникового межевания с использованием дистанционного зондирования земли, при ведении земельно-кадастровых и землеустроительных работ с применением ГИС и Интернет-технологий.
В 1984 году координационный совет Всесоюзной академии сельскохозяйственных наук по программированию урожаев сельскохозяйственных культур отметил вклад Дюсенбекова в развитие теории и методических основ программирования урожаев.
С 1993 года занимался исследованиями в сфере земельных отношений по управлению и использованию потенциала земельных ресурсов и их охраны во время перехода к рыночной экономике; этот вопрос был особенно важен в начале 1990-х годов (с момента обретения Казахстаном независимости) ввиду того, что в земля в СССР не имела статуса недвижимости, земельные участки не были предметом купли-продажи. Усилиями Зайроллы Дюсенбековича автоматизированная информационная система государственного земельного кадастра (АИС ГЗК) появилась в РК раньше, чем в других странах СНГ. Входил в состав правительственной комиссии Республики Казахстан по делимитации Государственной границы Республики Казахстан с Кыргызской Республикой, Российской Федерацией, Туркменистаном и Республикой Узбекистан.
Подготовил 14 кандидатов наук и 4 доктора наук.

## Семья
Жена Гульбаршин, двое детей, четверо внуков, двое правнуков (на октябрь 2012 года).

## Достижения и награды
- Состоял членом Координационного совета по программированию урожаев при президиуме Всесоюзной академии сельскохозяйственных наук им. В. И. Ленина (ВАСХНИИЛ);
- Член Межгосударственного научного проблемного совета по земельным отношениям и землеустройству стран СНГ;
- Член Комиссии по присуждению Государственной премии РК в области науки, техники и образования при Правительстве РК;
- Член президиума НАН РК и председатель Центрально-Казахстанского отделения НАН РК;
- Заместитель председателя Ассоциации оценщиков Казахстана, председатель Научно-технического и Учёного совета ГосНПЦзем;
- Один из основателей и в период с 2000 по 2010 год — главный редактор научно-практического журнала «Қазақстанның жер ресурстары — Земельные ресурсы Казахстана» (ныне — заместитель председателя редакционного совета)[3].
- Награды:
- Грамота Верховного совета Казахской ССР;
- Почётное звание «Қазақстанның еңбек сіңірген қызметкері»,
- Благодарность Президента РК Назарбаева Н. А.,
- Орден «Құрмет»
- Орден «Почётный землеустроитель»;
- Медаль «50 лет Целине»;
- Медаль «10 лет Конституции Республики Казахстан»;
- Медаль «10 лет Парламенту Республики Казахстан»;
- Медаль «10 лет Астане»;
- Нагрудный знак «За активное участие»
- «Большая золотая медаль НАН РК» (2011 г.)
- Медаль «20 лет независимости Республики Казахстан» (2011 г.)[3].
- Почётный житель Павлодарской области и Баянаульского района[10].
- Орден Парасат (2012)[12].
- 2021 (13 декабря) — Орден «Барыс» ІІІ степени[13].

## Некоторые труды
Автор свыше 220 работ — монографий, учебных пособий, статей.
- Агроэкологический потенциал горного земледелия Северного Тянь-Шаня, А., 1990;
- Особенности и принципы районирования богарного земледелия Казахстана, А., 1990;
- Система мониторинга земель Республики Казахстан (состояние и перспективы), А., 2000.